# 保山碘泡虫
保山碘泡虫（学名：Myxobolus baoshanensis）为碘泡科碘泡虫属的动物。在中国，分布于云南等，营寄生生活，寄生在保山四须鲃的肾。